# Vanquever Frett
Vanquever Frett (sinh ngày 11 tháng 11 năm 1983) ở Quần đảo Virgin thuộc Anh là một cầu thủ bóng đá thi đấu ở vị trí Hậu vệ. Hiện tại anh thi đấu cho đội tuyển bóng đá quốc gia Quần đảo Virgin thuộc Anh.

## Đời sống cá nhân
Anh trai của Vanquever, Vesquever Frett, cũng thi đấu cho Đội tuyển bóng đá quốc gia Quần đảo Virgin thuộc Anh.

## Sự nghiệp quốc tế
Ngày 3 tháng 7 năm 2011, anh ra mắt cho the Đội tuyển bóng đá quốc gia Quần đảo Virgin thuộc Anh trong trận đấu vòng loại World Cup 2014 trước Đội tuyển bóng đá quốc gia Quần đảo Virgin thuộc Mỹ.